# Eulerovský graf

Eulerovský graf - každý uzel grafu má sudý stupeň

Eulerovský graf (zkráceně E-graf) je takový souvislý neorientovaný graf, který má všechny uzly sudého stupně / existuje uzavřený tah obsahující všechny jeho hrany.
Orientovaný graf je Eulerovský, existuje-li uzavřený tah obsahující všechny jeho hrany.

## Nakreslení Eulerovského grafu
Libovolný Eulerovský graf lze nakreslit pomocí Fleuryho algoritmu, (volně řečeno "jedním tahem"):
- Vstupem tohoto algoritmu je graf {\displaystyle G=(V,H)}
- {\displaystyle u}, {\displaystyle v} jsou počáteční a koncový uzel tahu
- Všechny uzly tohoto grafu jsou:
  - Sudého stupně, pak ({\displaystyle u=v}, tj. tah končí ve stejném místě jako začal)
  - Právě dva uzly jsou lichého stupně. ({\displaystyle u<>v}). Tah poté vede z uzlu {\displaystyle u} (deg(u) = lichý) do uzlu {\displaystyle v} (deg(v) = lichý)
- Začínáme v uzlu {\displaystyle u}
- Odebereme(tj. nakreslíme) vždy hranu {\displaystyle e=(u,w)} tak, aby po jejím odebrání nebyl zbývající graf rozdělen na několik komponent. Tj. aby zůstal souvislý a přesuneme se na druhou stranu této hrany {\displaystyle w}. Opakujeme tento krok dokud je co odebírat.